# Rhinogobius delicatus
Rhinogobius delicatus es una especie de pez de la familia de los Gobiidae en el orden de los Perciformes.

## Morfología
Los machos pueden llegar a alcanzar los 6,5 cm de longitud total.

## Hábitat
Es un pez de Agua dulce y de clima subtropical.

## Distribución geográfica
Se encuentran en Asia: ríos del este de Taiwán.

## Observaciones
Es inofensivo para los humanos.